# Nephrotoma analis
Nephrotoma analis là một loài ruồi trong họ Ruồi hạc (Tipulidae). Chúng phân bố ở vùng sinh thái Cổ Bắc giới.